# Caecilia leucocephala
Caecilia leucocephala és una espècie d'amfibi de la família Caeciliidae que habita a Colòmbia, Equador i Panamà en boscos tropicals o subtropicals humits i a baixa altitud, plantacions, jardins rurals i zones prèviament boscoses ara molt degradades.